# 小行星4466
小行星4466（4466 Abai）是一颗绕太阳运转的小行星，为主小行星带小行星。该小行星于1971年9月23日发现。

## 轨道参数
小行星4466的轨道半长轴为2.9415343 UA，离心率为0.0302524。